# Colori e simboli dell'ACF Fiorentina

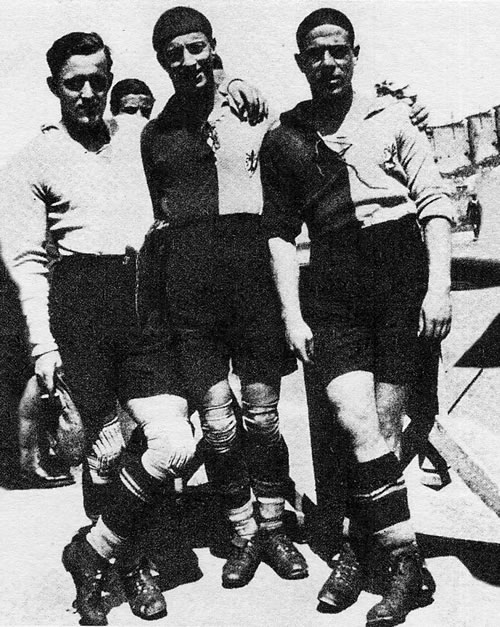
La prima maglia della Fiorentina nel 1926, metà bianca e metà rossa, col giglio bottonato sul petto.

Questa voce raccoglie le informazioni riguardanti i colori e simboli dell'ACF Fiorentina, società calcistica italiana con sede a Firenze.
Nata in origine nel 1926 sotto i colori bianco e rosso, dal 1929 la tinta sociale di riferimento della squadra è il viola, scelta cromatica voluta dal fondatore del club, il marchese Luigi Ridolfi Vay da Verrazzano; altri segni distintivi del club sono la Canzone viola, inno ufficiale composto da Marcello Manni e reinterpretato nel 1965 da Narciso Parigi, e lo stemma, caratterizzato da un giglio bottonato rosso su sfondo bianco, a sua volta simbolo della città toscana.

## Divisa

### Prima divisa
La Fiorentina utilizza generalmente una divisa di colore viola, data la particolarità della tonalità e lo scarso uso che se ne faceva nel mondo del calcio fino all'esplosione del mercato del merchandising.
Nessuna altra squadra professionistica di alto livello in Italia utilizza il viola, mentre in Europa è utilizzato da poche formazioni e spesso non conosciute fra il grande pubblico, come l'Austria Vienna e il Germinal Beerschot; diverso è il caso dell'Újpest FC, del Tolosa e del Real Valladolid che giocano a strisce biancoviola, mentre Anderlecht (in realtà malva) e, saltuariamente, Real Madrid vestono di questo colore solo in trasferta.

#### Storia
Il colore viola viene ormai associato anche alla città di Firenze, la quale è stata da sempre rappresentata nella sua storia araldica coi toni del bianco e del rosso, che proprio la squadra fiorentina indossava agli inizi della sua storia e che prima ancora, nel 1898, erano stati adottati dal Florence Football Club, il più vetusto sodalizio calcistico fiorentino. Il bianco e il rosso furono poi anche i colori, rispettivamente, del Club Sportivo Firenze e della Palestra Ginnastica Fiorentina Libertas. La prima divisa di gioco dunque era metà bianca e metà rossa con sul petto lo scudo cittadino; inizialmente venne però usata una maglia provvisoria interamente in rosso scuro della Libertas.
Le divise biancorosse durarono fino al 22 settembre 1929, quando, in un'amichevole disputata nello stadio di Via Bellini contro la Roma, la Fiorentina indossò per la prima volta la maglia viola con il giglio rosso sul petto; la gara terminò con un successo dei giallorossi per 3-0. Secondo la tradizione, questo colore sarebbe il risultato di un lavaggio errato delle maglie biancorosse in un fiume; in realtà invece venne scelto direttamente da Luigi Ridolfi dopo un'amichevole nel 1928 con la squadra ungherese dell'Újpesti TE, i cui colori sociali sono il bianco e il viola. Il colore piacque subito al pubblico e non venne mai più cambiato.
Indro Montanelli, tifoso della Fiorentina, ha sempre sostenuto che quel colore "appartenesse" alla città al di là dell'errore del lavandaio (una leggenda che a dire il vero si ripete nella storia di molte altre squadre) in quanto a suo giudizio furono proprio degli alchimisti fiorentini del trecento a ottenere artificialmente il viola. Appresi i segreti dalle popolazioni orientali del Mediterraneo, infatti, queste persone fecero di Firenze il più importante centro di produzione occidentale del suddetto colore, ottenuto attraverso un particolare lichene del gruppo delle Roccellaceae (da cui il nome della famiglia fiorentina dei Rucellai), la Roccella tinctoria, alla quale diedero il nome di oricello, dal latino òra, che sta per estremità, confine. Il viola è collocato all'estremo dello spettro cromatico (già allora, ovviamente visibile nel fenomeno dell'arcobaleno) e dopo questo colore si estende un altro territorio, la gamma degli ultravioletti, il mondo dell'invisibile, non percepibile dai sensi ma solo dall'intuito. È questo il viola universalmente associato al fantastico, all'incantesimo e alla magia.  Tutti gli aspetti del tema cromatico sono stati pacificamente e definitivamente chiariti nella biografia dedicata al fondatore della Fiorentina Luigi Ridolfi Vay da Verrazzano da Andrea Claudio Galluzzo, più tardi fondatore e presidente del Museo Fiorentina.
Il club perciò iniziò gli anni 30 con la nuova scelta cromatica che non abbandonò di fatto mai più, scendendo in campo per i successivi quarant'anni con divise pressoché invariate. Il colore base della maglia, di produzione artigianale e generalmente in lana, fu sempre il viola, mentre i calzoncini erano di colore nero o, più comunemente, bianco. Inizialmente si utilizzò il colletto a V, mentre, dalla fine degli anni 40, vi fu un'alternanza tra questa tipologia e il girocollo e, dal 1947, anche il colletto a camicia. L'unico elemento che cambiava maggiormente era il giglio, basato sullo stemma di Firenze, facendosi talvolta più stilizzato.
La Fiorentina vinse il suo primo scudetto, nella stagione 1955-56 proprio con la più tradizionale delle sue tenute, ovvero un completo composto da maglia viola con giglio sul petto, pantaloncini bianchi e calzettoni viola. Medesima scelta cromatica riguardò la finale di Coppa Campioni dell'anno successivo persa a Madrid. 
Nella stagione che portò i gigliati alla vittoria del secondo scudetto nel 1968-69, la squadra scese in campo col completo coi pantaloncini neri, utilizzati in meno occasioni di quelli bianchi ma comunque abbastanza di frequente. Nella stagione successiva i viola tornarono al pantaloncino bianco abbinato alla maglia viola scudettata.
Nel 1978, durante il campionato, l'Adidas divenne il primo sponsor tecnico della società viola, introducendo tre linee nei fianchi delle maniche e dei pantaloncini; le nuove divise furono in tessuto acrilico.
Gli anni 80 segnarono una svolta determinante relativamente alle divise della squadra, introducendo per la prima volta quella che sarebbe divenuta col tempo la combinazione principale della Fiorentina, ovvero in tenuta interamente viola. Ciò fu determinato dai grossi cambiamenti societari e di immagine imposti dalla nuova proprietà della famiglia Pontello, che immediatamente sostituì il tradizionale giglio bottonato fiorentino con un nuovo controverso logo, contraddistinto da un grosso cerchio contenente un giglio molto stilizzato a richiamare una F e più simile a un'alabarda, tanto da venir presto etichettato come "giglio alabardato". A partire dalla stagione 1981-82 J.D.Farrow's divenne sponsor tecnico e ufficiale propose una divisa innovativa e particolarmente in rottura con la tradizione, che prevedeva pantaloncini viola e inediti colletto e polsini rossi ma soprattutto il nuovo logo societario giganteggiante al centro della maglia. La divisa divenne iconica sia per i suoi tratti insoliti che per il fatto, soprattutto, che la Fiorentina tornò a sfiorare la vittoria dello scudetto dopo molti anni.
Nella stagione 1983-84 a J.D. Farrow's subentrò Ennerre nell'abbigliamento, che propose divise sulla falsariga delle precedenti, ulteriormente arricchite da una inedita banda orizzontale bianca su cui venne inserito il nuovo sponsor, Opel; mentre lo stemma dei Pontello, sebbene ridotto, venne spostato sotto la striscia bianca all'altezza del ventre. La maglia fasciata venne proposta per altri tre anni, con la differenza che nella stagione 1985-86 il logo societario venne ricollocato nella sua consona posizione sul petto e vennero abbandonati i dettagli rossi. Nel 1986, insieme allo sponsor "Crodino" e, successivamente, a "La Nazione", la divisa tornò interamente viola, con la scritta dello sponsor e i numeri gialli e il colletto a camicia.
A cambiare colore furono i calzettoni, divenuti bianchi nel 1988 per tornare poi viola, mentre ci fu una fugace riapparizine del pantaloncino bianco dal 1989 al 1990.
Con la vendita della società da parte della famiglia Pontello a quella Cecchi Gori, dal 1991-92 venne sostituito il controverso "giglio alabardato" che aveva caratterizzato gli anni 80 con una versione ridisegnata dell'antico simbolo viola, comunque vicina alla storia della Fiorentina. 
Le divise casalinghe di quell'epoca si contraddistinguono per essere a tinta unita, nonostante vengano spesso utilizzate varie sfumature di viola, in ossequio alla moda del momento, con a volte delle rifiniture bianche.
Dopo un biennio con fornitore Lotto, le divise successive vennero prodotte da Uhlsport mantenendo lo stesso stile.
Nel 1995-96 la fornitura tecnica passò all'azienda britannica Reebok che, pur mantenendo una divisa viola monocromatica, introdusse alcune novità come un giglio sfumato sul petto e dettagli bianco-rossi su maniche e pantaloncini. Le divise di quel biennio divennero iconiche poiché legate all'esplosione definitiva di Gabriel Batistuta e alla vittoria della Coppa Italia del 1996 e della conseguente Supercoppa Italiana.
Nella stagione 1997-98 a Reebok subentrò Fila, che nella sua stagione di esordio presentò una maglia di un viola più brillante arricchita da delle linee dorate all'altezza delle spalle, inizialmente richiamanti la F del logo dell'azienda, poi semplificate in quanto non in linea coi regolamenti ufficiali. Il giallo venne abbandonato nella stagione successiva: la Fiorentina rischiò la vittoria del titolo con una divisa più semplice ma rimasta particolarmente impressa nell'immaginario collettivo: la maglia viola con strisce bianche interrotte sulle maniche e con main sponsor Nintendo fu quella con cui Batistuta cominciò a esultare con l'iconico gesto della mitraglia e con cui la Fiorentina si laureò campione d'inverno, salvo poi capitolare nei mesi successivi ottenendo comunque la qualificazione alla Champions League. L'ultima maglia marchiata Fila fu quella che vide i viola giocare la massima competizione continentale ed era contraddistinta da ampi inserti bianchi sui fianchi e sulle maniche oltre che dalle consuete strisce interrotte sulle maniche.
Dopo l'esperienza con Fila, la Fiorentina tornò a delle maglie più sobrie viola con dettagli bianchi, fornite da Diadora e con le quali vinse nuovamente la Coppa Italia. L'ultima travagliata stagione della presidenza Cecchi Gori vide infine delle divise Mizuno con inserti bianchi sotto le ascelle e dettagli rossi.
Dopo il fallimento della società, la neocostituita Florentia Viola, per evitare problemi di continuità con la precedente società, optò per una prima maglia bianca. Lo sponsor La Fondiaria, che disponeva di un logo con un ampio riquadro viola, permise l'adozione di una fascia orizzontale dello storico colore. Sul petto campeggiava lo stemma del comune di Firenze, il tradizionale giglio bottonato rosso, concesso dall'amministrazione cittadina. Dopo l'acquisto del logotipo e della tradizione sportiva da parte dei Della Valle, la Fiorentina poté tornare a indossare la maglia viola e assumere la storica denominazione (seppur variata in minima parte). Ciò avvenne già a una partita celebrativa per festeggiare la vittoria del campionato di Serie C2 contro leggende della storia del club, dove la squadra scese in campo con un completo viola col giglio rosso usato nella stagione appena terminata sul petto.
Già nella stagione successiva la tenuta tornò interamente viola con lo storico logotipo. Il fornitore fu Adidas che propose per due stagioni una divisa con le tradizionali tre strisce bianche tipiche dell'azienda. Nelle stagioni successive la fornitura passò a Lotto che propose delle divise viola con dettagli bianchi e, meno frequentemente, color oro. Nel 2007, la divisa viola si è classificata 19ª nella lista delle 50 maglie più belle della storia del calcio redatta dal quotidiano britannico The Times.
A Lotto sono seguite le forniture dell'azienda spagnola Joma, contraddistinte da divise in linea con la tradizione salvo l'ultima con massiccio impiego del color oro, nonché di quella francese Le Coq sportif. In alcune stagioni è stato ripreso l'utilizzo del pantaloncino nero. Con l'arrivo della nuova proprietà dell'italo-americano Commisso, la fornitura è stata affidata a Kappa, le cui proposte hanno visto alcune novità, come la riproposizione di una maglia fasciata di bianco, altre con varie tonalità di viola, oltre che il ritorno per una stagione del pantaloncino bianco.

#### Evoluzione
| 1926-1927 | 1926-1929 | 1929-1940 | 1940-1941 | 1941-1955 | 1955-1956 | 1956-1957 | 1957-1961 | 1961-1962 | 1962-1966 |
| 1966-1967 | 1967-1969 | 1969-1970 | 1970-1974 | 1974-1975 | 1975-1976 | 1976-1978 | 1978-1981 | 1981-1983 | 1983-1985 |
| 1985-1986 | 1986-1990 | 1990-1991 | 1991-1992 | 1992-1993 | 1993-1995 | 1995-1996 | 1996-1997 | 1997-1998 | 1998-1999 |
| 1999-2000 | 2000-2001 | 2001-2002 | 2002-2003 | 2002-2003 | 2002-2003 | 2003-2004 | 2004-2005 | 2005-2007 | 2007-2008 |
| 2008-2009 | 2009-2010 | 2010-2011 | 2011-2012 | 2012-2013 | 2013-2014 | 2014-2015 | 2015-2016 | 2016-2017 | 2017-2018 |
| 2018-2019 | 2019-2020 | 2020-2021 | 2021-2022 | 2022-2023 | 2023-2024 | 2024-2025 |           |           |           |

### Seconda divisa

#### Storia

Francesco Graziani nei primi anni 80 con la tradizionale seconda maglia fiorentina, a tinte inverse rispetto a quella casalinga, ovvero bianca con bordini o altri dettagli viola.

Nei primi anni della sua storia, quando la divisa era biancorossa, la Fiorentina utilizzò una tenuta a strisce verticali di questi stessi colori, con pantaloncini e calzettoni neri. Nella stagione 1928-29, i Gigliati utilizzarono una volta una divisa nera con polsini bianchi, con il giglio rosso accoppiato a un fascio littorio in un ovale bianconero. Negli anni seguenti invece come seconda maglia venne adottata una divisa verde, più precisamente dal 1931-32 (prima stagione in Serie A) fino all'interruzione bellica del 1943. Molte volte la seconda maglia verde venne indossata anche durante le partite casalinghe, poiché il marchese Ridolfi, presidente della società, gradiva questo colore tanto quanto il viola.
All'introduzione della seconda maglia in maniera ufficiale nel 1947, la Fiorentina ha generalmente indossato una divisa da trasferta bianca, a seconda delle annate più o meno decorata con inserti o bordi viola, salvo tornare a utilizzare quella verde in maniera molto sporadica, come ad esempio nella stagione del primo scudetto e alla fine degli anni 60. Bisogna sottolineare anche che la divisa verde continuò ad essere utilizzata anche in seguito, negli anni 70, dalle squadre giovanili viola (“De Martino”, “Primavera”, “Berretti” e “Allievi”).
Nel 1992-93, la seconda maglia inizialmente ideata da Lotto venne presto ritirata dalla società, dal momento che le sue geometrie andavano a ricordare le svastiche naziste: la cosa, del tutto involontaria, provocò tuttavia un discreto parlare sugli organi di stampa, portando club e fornitore tecnico a sostituirla con una interamente bianca. Nella seconda maglia del 1995-96, di colore bianco, lo stemma fiorentino si trova sulle due maniche, di colore viola con bordo rosso, analogamente alla terza maglia della stagione successiva. Nell'unica stagione della Florentia Viola, vennero usate numerose seconde maglie provvisorie, fino all'adozione della divisa ufficiale di colore rosso.
Nelle tre stagioni dal 2017 al 2020 la Fiorentina non ha utilizzato una seconda maglia unica, ma ha creato quattro "divise speciali" da trasferta ognuna delle quali si ispirava al colore di un quartiere storico di Firenze.

#### Evoluzione
| 1926-1927 e 1927-1929 | 1929-1940 | 1940-1941 | 1941-1955 | 1955-1956 | 1956-1957 | 1957-1961 | 1961-1962 | 1962-1966 | 1966-1967 |
| 1967-1969             | 1969-1970 | 1970-1975 | 1975-1976 | 1976-1981 | 1981-1983 | 1983-1985 | 1985-1986 | 1986-1988 | 1988-1990 |
| 1990-1991             | 1991-1992 | 1992-1993 | 1993-1995 | 1995-1996 | 1996-1997 | 1997-1998 | 1998-1999 | 1999-2000 | 2000-2001 |
| 2001-2002             | 2002-2003 | 2002-2003 | 2002-2003 | 2003-2004 | 2004-2005 | 2005-2007 | 2007-2008 | 2008-2009 | 2009-2010 |
| 2010-2011             | 2011-2012 | 2012-2013 | 2013-2014 | 2014-2015 | 2015-2016 | 2016-2017 | 2020-2021 | 2021-2022 | 2022-2023 |
| 2023-2024             | 2024-2025 |           |           |           |           |           |           |           |           |

### Terza divisa

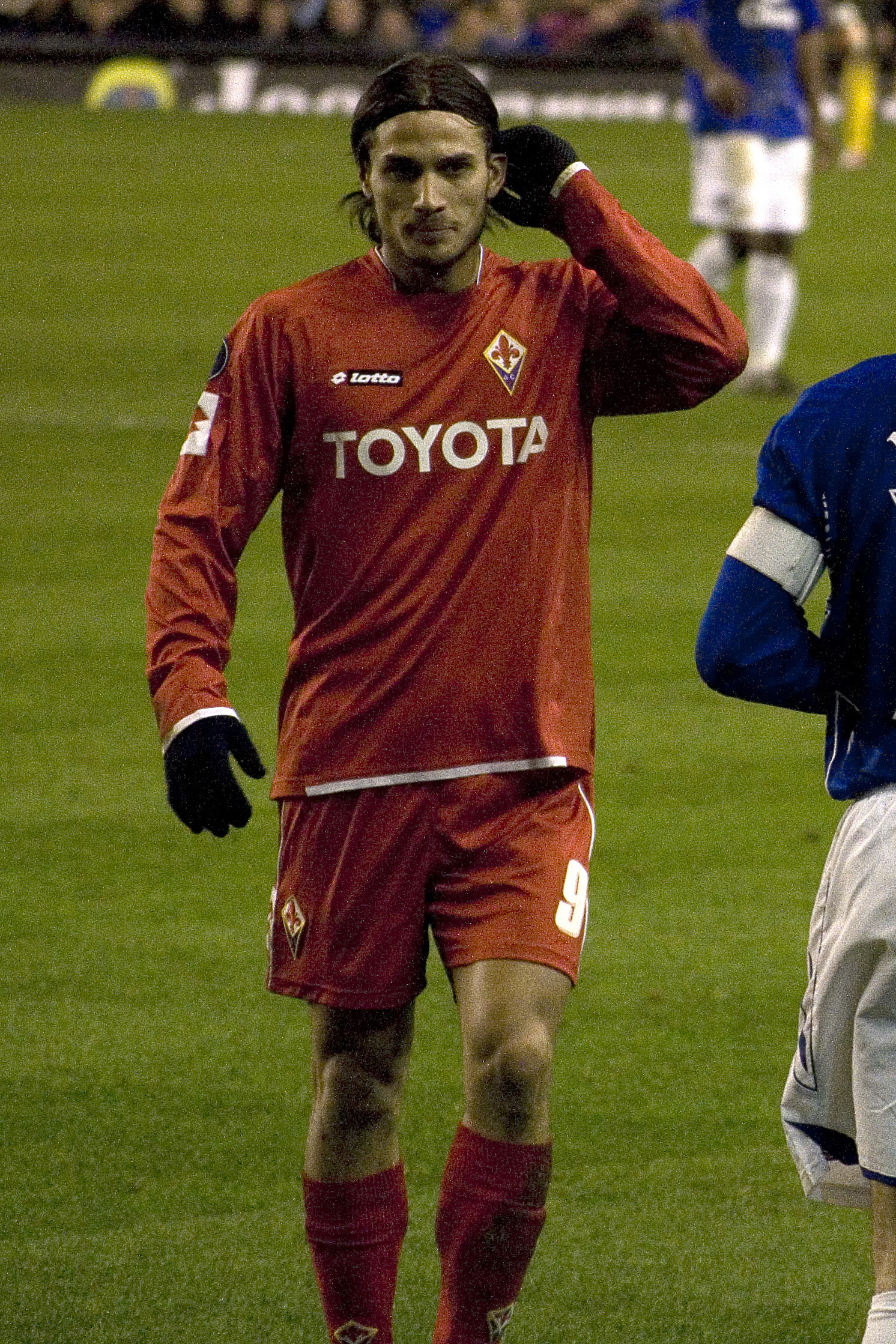
Pablo Daniel Osvaldo nel 2008 in uniforme rossa, colore ricorrente nella storia delle terze divise fiorentine.

Eccetto una parentesi durata poche stagioni negli anni 50 dove la Fiorentina sfoggiava divise alternative rosse, gialle o verdi con giglio, quando viola e bianco davano fastidio, la prima effettiva terza maglia fu introdotta soltanto a partire dal 1996. Solitamente, da quando è stata prodotta, è di colore rossa, ma ci sono state stagioni in cui questa era gialla, mentre in un'altra annata era di un grigio argentato.
Nell'anno della retrocessione e fallimento, il 2001-02, venne utilizzata come terza maglia la divisa storica della Fiorentina, mezza bianca e mezza rossa.
Nelle tre stagioni dal 2017 al 2020 la Fiorentina non ha utilizzato una terza maglia unica, ma ha creato quattro "divise speciali" da trasferta ognuna delle quali si ispirava al colore di un quartiere storico di Firenze.

#### Evoluzione
| 1991-1992 | 1995-1996 | 1996-1997 | 1997-1998 | 1998-1999 | 1999-2000 | 2000-2001 | 2001-2002 | 2005-2007 | 2007-2008 |
| 2008-2009 | 2009-2010 | 2010-2011 | 2011-2012 | 2012-2013 | 2013-2014 | 2014-2015 | 2015-2016 | 2016-2017 | 2020-2021 |
| 2021-2022 | 2022-2023 | 2023-2024 | 2024-2025 |           |           |           |           |           |           |

### Divise speciali
Nelle tre stagioni dal 2017 al 2020 la Fiorentina ha creato quattro "divise speciali" da trasferta ognuna delle quali si ispirava al colore di un quartiere storico di Firenze. Il bianco di Santo Spirito, il rosso di Santa Maria Novella, il verde di San Giovanni e l’azzurro di Santa Croce. Le quattro maglie, create sul medesimo template della versione viola, sfoggiavano il giglio sulla manica sinistra e il simbolo del quartiere che rappresentano sul fianco destro (una "colomba bianca" a simboleggiare il quartiere di Santo Spirito, il "sole in oro su campo azzurro" a rappresentare il quartiere di Santa Maria Novella, il "battistero di San Giovanni" simbolo dell'omonimo quartiere e la "croce in giallo su campo azzurro", rappresentante il quartiere di Santa Croce). Le stesse maglie furono utilizzate a rotazione anche dai portieri.

#### Evoluzione
| 2017-2018 | 2017-2018 | 2017-2018 | 2017-2018 |
| 2018-2019 | 2018-2019 | 2018-2019 | 2018-2019 |
| 2019-2020 | 2019-2020 | 2019-2020 | 2019-2020 |

## Stemma
Il simbolo della Fiorentina è da sempre un giglio bottonato di colore rosso, il principale segno distintivo di Firenze, derivante dallo stemma araldico di Ugo II di Toscana; infatti questo fiore è simbolo del capoluogo toscano, inserito in uno scudo perale con lo sfondo argento. Inizialmente il giglio era bianco in campo rosso ma nel XIII secolo i Guelfi scelsero il giglio con i colori invertiti per differenziarsi dai Ghibellini e quando, nel 1251, i primi cacciarono i secondi il simbolo di Firenze divenne quello che conosciamo oggi. Il fiore è propriamente un Iris germanica var. florentina, detto anche "Giglio di Firenze" o "Giaggiolo bianco", comune nei dintorni della città toscana.
Se nei primi tempi si usava direttamente lo stemma comunale, col tempo ha subìto varie modifiche, passando dal tradizionale scudo a un campo bianco romboidale, disegnato direttamente dal marchese Ridolfi. Fu la dirigenza Pontello a cambiare in maniera netta il simbolo negli anni 80, stilizzando il giglio dentro un cerchio bianco bordato di viola insieme a una sorta di F, iniziale della squadra. I tifosi protestarono per il cambio, anche perché il nuovo giglio sembrava più un'alabarda che non il simbolo storico; veniva infatti chiamato "giglio alabardato".
Il penultimo stemma societario, che sostituisce quello dei Pontello, fu adottato dalla dirigenza di Cecchi Gori, inserendo un giglio stilizzato fiorentino all'interno di un rombo inserito in un triangolo viola contenente le iniziali della società, ACF. Questo stemma non fu utilizzato soltanto nella stagione in cui la neonata società giocò la Serie C2 sotto il nome di Florentia Viola, dove fu sostituito per problemi legali dal semplice giglio tradizionale senza contorni concesso gratuitamente dal Comune di Firenze. L'attuale logotipo è il marchio del calcio italiano più valutato economicamente, avendolo pagato Diego Della Valle circa 2,5 milioni di euro.
Nel 2022 la Viola adotta un giglio rinnovato, più piccolo e all'interno di un quadrato, con in basso la lettera V.

Lo stemma di Firenze, primo simbolo della squadra viola.
Stilizzazione del primo simbolo della squadra viola.
Simbolo inscritto in un rombo con i colori del club.
Giglio stilizzato, usato in un rombo negli anni 50 e 60 del XX secolo.
Il giglio alabardato introdotto dalla proprietà Pontello, usato dal 1981 al 1991 e ricomparso sulle maglie nella stagione 2021-22[37].
Lo stemma introdotto dalla proprietà Cecchi Gori, usato dal 1991 al 2002 e nuovamente dal 2003 al 2022.
Giglio del comune senza scudo, usato dalla Florentia Viola nella stagione 2002-2003.
Lo stemma introdotto dalla proprietà Commisso, in uso dal 2022.

## Inno

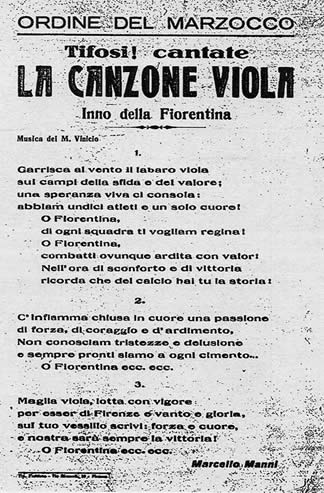
Il volantino con il testo della Canzone viola

L'inno della Fiorentina, intitolato Canzone viola ma conosciuto anche come O Fiorentina, è un motivo del 1931, scritto da Enzo Marcacci e messo in musica dal maestro Marco Vinicio, pubblicata dall’editore Marcello Manni. I primi tifosi della squadra toscana, riuniti nell'"ordine del Marzocco", fecero stampare un volantino con il testo di questa canzone, distribuendolo al pubblico dello stadio in Via Bellini, per farlo cantare a tutti i tifosi, diventando l'inno della Fiorentina. Narciso Parigi ne fece una cover nel 1954; alcuni anni dopo, nel 1964, la cantò nuovamente, modificandone significativamente il testo. Quest'ultima versione sostituì l'edizione originale come inno della Fiorentina ed eseguita al "Franchi" prima di ogni partita interna della squadra. Il coro che accompagna l'inno di Parigi è cantato da giocatori dell'Inter (fra i quali il tifoso viola Pandolfini), raccolti dal cantante al momento dell'incisione avvenuta in uno studio di Milano. Una versione dell'inno, riarrangiata da Gianni Maroccolo, ex componente dei Litfiba, venne adottata nei primi anni 2000, ma fu subito abbandonata dopo una sola stagione.
Per molti anni la Fiorentina ebbe anche un "co-inno" ufficiale: Alé Alé Fiorentina scritto da Corsini, Gallerini, Dolcino e interpretato sempre da Narciso Parigi. Questa canzone era eseguita, nelle gare casalinghe, quando la squadra viola faceva il suo ingresso in campo nel secondo tempo. L'usanza del doppio inno è poi caduta in disuso.
Nel 1981 la dirigenza della società viola adottò un nuovo inno, La Fiorentina, che, pur essendo inno ufficiale sino al 1990, non venne mai amato dai tifosi, che continuarono a preferirgli il brano precedente. Verso la fine del 1985, il presidente Pontello contattò il cantautore Don Backy, grande tifoso viola, affidandogli la creazione del nuovo inno ufficiale della squadra, per presentarlo in occasione del 60º anniversario della nascita della società, che sarebbe stato festeggiato l'anno successivo. Don Backy lo compone e lo incide con il titolo di Viola d'amore, presentandolo in seguito durante una cena di beneficenza a favore dell'UNICEF, alla quale partecipa anche tutta la squadra. Il brano venne trasmesso successivamente da alcune radio private della città; in questo periodo però, la società venne venduta a Mario Cecchi Gori e la nuova gestione confermò il vecchio inno di Narciso Parigi.
Nel 1998 il cantante Pupo propose e incise un nuovo inno, chiamato È Fiorentina, cantato in anteprima alla trasmissione Quelli che il calcio. La canzone, venne eseguita allo stadio (con karaoke sul tabellone) in un paio di partite della stagione 1998-99 ma non venne mai adottata ufficialmente.
Ad oggi la Canzone viola è uno degli inni più conosciuti (anche grazie al regista Paolo Beldì che negli anni 90 lo mandava in onda a Quelli che il calcio dopo ogni rete della Fiorentina), probabilmente tra i più antichi ma certamente il più longevo della storia del calcio italiano.

## Mascotte
La Fiorentina non ha mai avuto, nel corso della sua storia, una mascotte ufficiale. La tifoseria viola ha però, da sempre, eletto a mascotte non ufficiale della squadra il Marzocco, un leone che simboleggia il «potere popolare» della città di Firenze, fin dai tempi della medievale Repubblica fiorentina. Di conseguenza, il Marzocco ha spesso trovato spazio nei gadget e nei prodotti associati alla Fiorentina, talvolta vestito con i colori viola.
Nell'estate del 2020 la Fiorentina targata Commisso ha ufficializzato per la prima volta la propria mascotte, votata tramite una selezione online dai tifosi gigliati. Hanno partecipato al concorso gli studenti della Scuola Internazionale di Comics, disegnando ognuno la propria versione del Marzocco. È risultato vincitore lo studente Luca Pinelli, con un disegno che ripropone il Marzocco come un leone antropomorfo indossante la divisa viola dell'ACF Fiorentina, un mantello rosso alle spalle e con una zampa poggiata sopra un pallone di calcio.

### Esplicative
1. ↑  Prima versione dell'annata 1926-1927.
2. ↑  Seconda versione dell'annata 1926-1927.
3. ↑  Versione Coppa Italia di Serie C dell'annata 2002-2003.
4. ↑  Prima versione dell'annata in Serie C2 2002-2003.
5. ↑  Seconda versione dell'annata in Serie C2 2002-2003.
6. ↑  Terza versione dell'annata 1926-1927.
7. ↑  Versione Coppa Italia di Serie C 2002-2003.
8. ↑  Prima versione dell'annata in Serie C2 2002-2003.
9. ↑  Seconda versione dell'annata in Serie C2 2002-2003.

### Bibliografiche
1. 1 2   Cenni storici, su lamagliadellafiorentina.it. URL consultato il 13 ottobre 2010.
2. ↑  (NL) Sito ufficiale, su germinalbeerschot.be. URL consultato il 29 settembre 2010 (archiviato dall'url originale il 30 settembre 2008).
3. ↑   Anche i tifosi dell'Újpest oggi al 'Franchi' per tifare viola, su violanews.com. URL consultato il 29 settembre 2010 (archiviato dall'url originale il 21 dicembre 2010).
4. ↑   Sito ufficiale, su tfc.info. URL consultato il 29 settembre 2010.
5. ↑  (ES) José Miguel Ortega, Historia del Real Valladolid, Editora de Medios de Castilla y León S. A., 1999,  p. 24, ISBN 84-87142-32-X.
6. ↑   Real Madrid Champions League jersey 2010/11, su irealmadrid.com. URL consultato il 29 settembre 2010 (archiviato dall'url originale il 10 aprile 2013).
7. ↑   Origini dell'AC Fiorentina, su fiorentinamuseo.it. URL consultato il 30 settembre 2010 (archiviato dall'url originale il 21 ottobre 2013).
8. 1 2 3 4 5 6   Il Giglio, su fiorentinamuseo.it. URL consultato il 30 settembre 2010 (archiviato dall'url originale il 24 luglio 2010).
9. 1 2   Campionato 1926-27 1ª Div. Girone C, su fiorentinamuseo.it. URL consultato il 30 settembre 2010 (archiviato dall'url originale il 24 dicembre 2011).
10. 1 2   La maglia viola compie oggi 81 anni, su violanews.com. URL consultato il 30 settembre 2010 (archiviato dall'url originale il 30 novembre 2010).
11. ↑   Campionato 1929-30 Serie B, su fiorentinamuseo.it. URL consultato il 30 settembre 2010 (archiviato dall'url originale il 24 dicembre 2011).
12. ↑  (EN) Parallel evolution of lichen growth forms in the family Roccellaceae (Arthoniales, Ascomycota), su onlinelibrary.wiley.com.
13. 1 2   Una maglia tutta viola – Le divise della Fiorentina dagli anni '80, su passionemaglie.it. URL consultato il 20 settembre 2010.
14. 1 2 3 4   Storia della maglia viola, su fiorentinamuseo.it. URL consultato il 30 settembre 2010 (archiviato dall'url originale il 13 febbraio 2011).
15. ↑   Campionato 1978-79 Serie A, su fiorentinamuseo.it. URL consultato il 30 settembre 2010 (archiviato dall'url originale il 24 dicembre 2011).
16. ↑   Daniele Costantini, La storia degli sponsor sulle maglie italiane: dal Lanerossi Vicenza agli anni '80, su passionemaglie.it, 12 aprile 2013.
17. ↑   Campionato 1981-82 Serie A, su fiorentinamuseo.it. URL consultato il 30 settembre 2010 (archiviato dall'url originale il 24 dicembre 2011).
18. ↑   Campionato 1983-84 Serie A, su fiorentinamuseo.it. URL consultato il 30 settembre 2010 (archiviato dall'url originale il 24 dicembre 2011).
19. ↑   Campionato 1985-86 Serie A, su fiorentinamuseo.it. URL consultato il 30 settembre 2010 (archiviato dall'url originale il 3 novembre 2014).
20. ↑   Campionato 1986-87 Serie A, su fiorentinamuseo.it. URL consultato il 30 settembre 2010 (archiviato dall'url originale il 24 dicembre 2011).
21. ↑   Campionato 1991-92 Serie A, su fiorentinamuseo.it. URL consultato il 30 settembre 2010 (archiviato dall'url originale il 24 dicembre 2011).
22. ↑   La maglia viola? Un ricordo., su dodicesimouomo.net. URL consultato il 20 settembre 2010 (archiviato dall'url originale il 30 agosto 2010).
23. 1 2   Campionato 1995-96 Serie A, su fiorentinamuseo.it. URL consultato il 30 settembre 2010 (archiviato dall'url originale il 24 dicembre 2011).
24. ↑   Campionato 1997-98 Serie A, su fiorentinamuseo.it. URL consultato il 30 settembre 2010 (archiviato dall'url originale il 24 dicembre 2011).
25. 1 2   Campionato 2002-03 Serie C2, su fiorentinamuseo.it. URL consultato il 30 settembre 2010 (archiviato dall'url originale il 24 dicembre 2011).
26. ↑   Campionato 2003-04 Serie B, su fiorentinamuseo.it. URL consultato il 30 settembre 2010 (archiviato dall'url originale il 24 dicembre 2011).
27. ↑  (EN) The top 50 football kits, su timesonline.co.uk, 26 settembre 2007. URL consultato il 20 settembre 2010.
28. ↑   Campionato 1928-29 Div.Naz. girone B, su fiorentinamuseo.it. URL consultato il 30 settembre 2010 (archiviato dall'url originale il 23 dicembre 2011).
29. 1 2 3   Ritorna la Fiorentina in maglia verde. Ridolfi la scelse come prima alternativa al viola, su violanews.com. URL consultato il 21 ottobre 2020.
30. ↑   Campionato 1992-93 Serie A, su fiorentinamuseo.it. URL consultato il 30 settembre 2010 (archiviato dall'url originale il 24 dicembre 2011).
31. ↑   1992 – Il caso delle svastiche sulla maglia della Fiorentina firmata Lotto, su passionemaglie.it, 27 marzo 2015.
32. 1 2 3 4 5 6   LE MAGLIE DELLA FIORENTINA 2017-2018: LE COQ SPORTIF SI ISPIRA AL CALCIO STORICO, su passionemaglie.it. URL consultato il 21 ottobre 2020.
33. ↑   Campionato 2001-02 Serie A, su fiorentinamuseo.it. URL consultato il 30 settembre 2010 (archiviato dall'url originale il 24 dicembre 2011).
34. ↑  Artusi, 2006, pag. 49-52.
35. ↑  Artusi, 2006, pag. 54.
36. ↑   Marchio: facciamo chiarezza..., su fiorentina.it. URL consultato il 29 settembre 2010.
37. ↑   Il giglio alabardato che divide Firenze. Quando i tifosi tagliarono il marchio per protesta, su fiorentina.it. URL consultato il 15 luglio 2022.
38. 1 2 3 4 5   L'inno, su fiorentinamuseo.it. URL consultato il 21 settembre 2010 (archiviato dall'url originale il 5 maggio 2010).
39. ↑   L'Inno Della Fiorentina, su forzafiorentina.it. URL consultato il 21 settembre 2010 (archiviato dall'url originale il 30 novembre 2010).
40. ↑   L'inno in vinile, su firenze1926.it. URL consultato il 21 settembre 2010 (archiviato dall'url originale il 21 luglio 2011).
41. ↑   Don Backy Dalla A alla Z., su carlocasale.it. URL consultato il 21 settembre 2010.
42. ↑   È Fiorentina (PDF), su pupo.tv. URL consultato il 21 settembre 2010 (archiviato dall'url originale il 14 luglio 2011).
43. ↑   Le stelle del Firmamento Viola: Paolo Beldì, su firmamentoviola.wordpress.com. URL consultato il 21 ottobre 2020.
44. ↑   Inno Fiorentina, testo e curiosità, su calciorepublic.com. URL consultato il 21 ottobre 2020 (archiviato dall'url originale il 27 ottobre 2020).
45. 1 2   FIORENZO, su carpeamascotte.com. URL consultato il 22 ottobre 2020 (archiviato dall'url originale il 27 ottobre 2020).
46. 1 2   Leone viola con mantello: è nata la Mascotte della Fiorentina (FOTO), su fiorentina.it. URL consultato il 22 ottobre 2020.